# Bangkok (Glagah)
Bangkok is een bestuurslaag in het regentschap Lamongan van de provincie Oost-Java, Indonesië. Bangkok telt 548 inwoners (volkstelling 2010).